# John Savage (skådespelare)

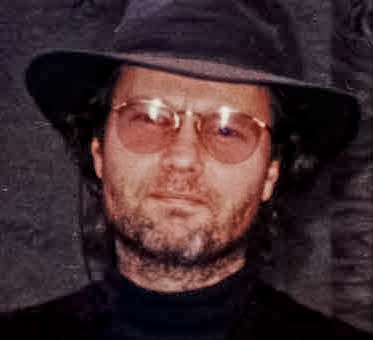
John Savage.

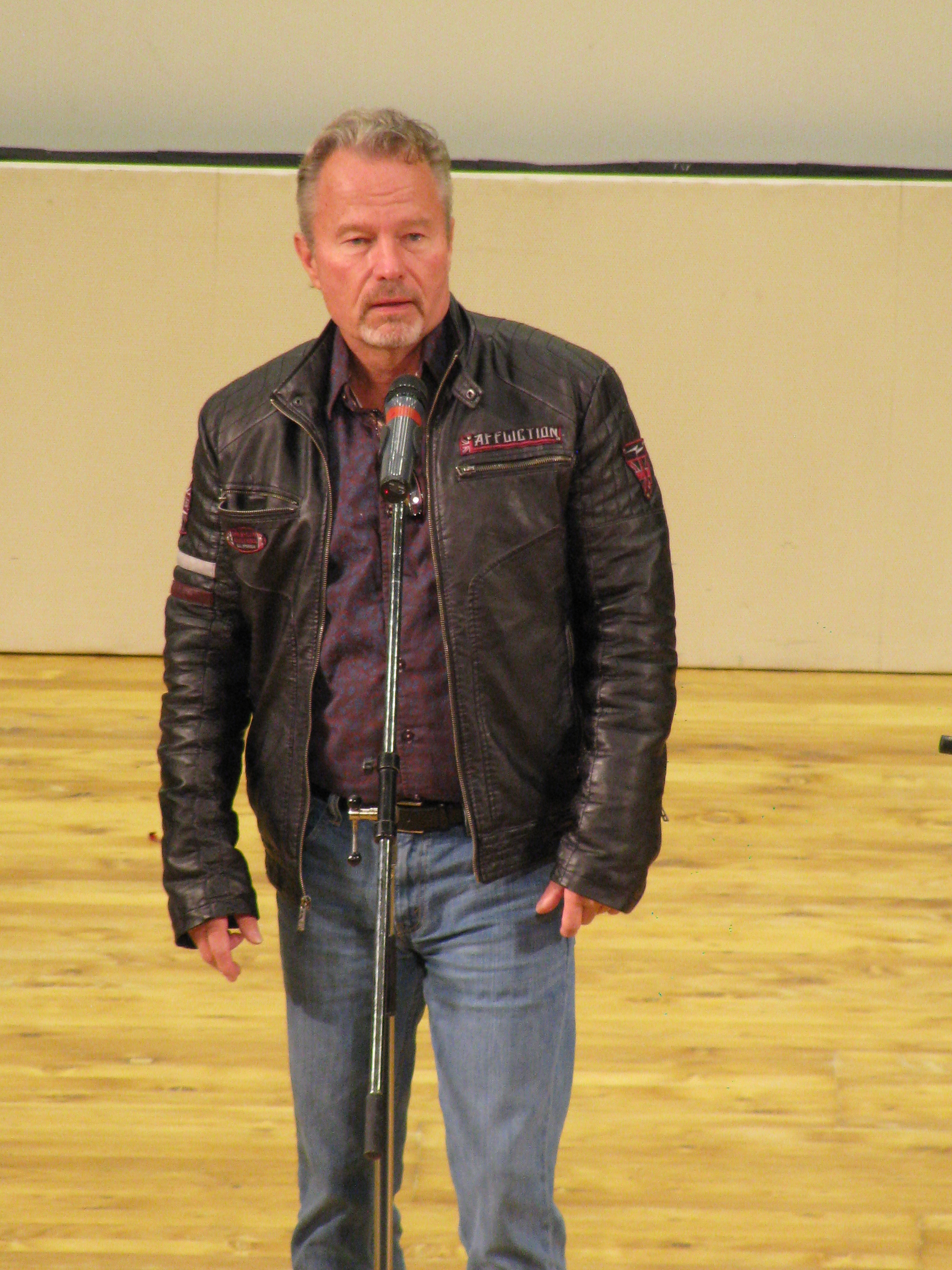
John Savage 2017.

John Savage, ursprungligen John Smeallie Youngs, född 25 augusti 1949 i Old Bethpage i Nassau County på Long Island i delstaten New York, är en amerikansk skådespelare. 
John Savage slog igenom i filmen Deer Hunter (1978) och har sedan medverkat i bland annat Hair (1979). Hans stjärnstatus bleknade kring mitten av 1980-talet och därefter tillbringade han tid i Sydafrika där han arbetade mot apartheid. Han har dock fortsatt sin skådespelarkarriär och medverkat i över 100 filmer.

## Filmografi (urval)
- 1972 – Det ruttna gänget
- 1978 – Deer Hunter
- 1979 – Hair
- 1979 – Polisbil 6-Z-4 svarar inte
- 1981 – Hämnaren som gick över gränsen
- 1984 – Marias älskare
- 1986 – Salvador
- 1989 – Do the Right Thing
- 1996 – Den vita stormen
- 1999 – Kärleksbrev
- 1999 – Summer of Sam
- 2000 – Kackerlackorna
- 2000–2001 – Dark Angel (TV-serie)
- 2009 – Handsome Harry
- 2011 – The Orphan Killer